# Rhizochloridaceae
Famille
Les Rhizochloridaceae sont une famille d'algues de l'embranchement des Ochrophyta  de la classe des Xanthophyceae et de l’ordre des  Rhizochloridales.
Le genre type Rhizochloris est connu dans les eaux douces, saumâtres ou marines d'Europe.

## Étymologie
Le nom vient du genre type Rhizochloris, dérivé du grec ρίζα / riza, racine, et χλωρηίς / chloriis, jaune verdâtre.

## Description
Les Rhizochloris sont des organismes unicellulaires, amiboïdes, libres, de 4 à 80 µm dotés de grands et larges pseudopodes ou des rhizopodes fins et allongés jusqu'à 20 µm. Parfois, les cellules filles forment des filaments cytoplasmiques ou des groupes lâches et irréguliers dans lesquels les cellules restent indépendantes. Ils ont deux à six petits chloroplastes discoïdes, sans pyrénoïde. La plupart des espèces ont un stigmate et, en eau douce, des vacuoles contractiles. Les espèces se distinguent par le nombre de chloroplastes, la présence ou l'absence de stigmates, le mouvement des pseudopodes et la capacité des cellules à former des groupes.. 

## Liste des genres
Selon AlgaeBase (15 avril 2022) :
- Aldavemyxa Skvortsov, 1972
- Herreramyxa Skvortsov, 1972
- Heterocalycina P.C.Silva, 1979
- Heterocalyx A.S.Bursa, 1954 - nom. illeg.
- Lopezmyxa Skvortsov, 1972
- Requejomyxa Skvortsov, 1972
- Rhizochloris Pascher, 1917 - genre type